# Cathédrale Saint-Gilles de Graz
Cette  cathédrale n’est pas la seule cathédrale Saint-Gilles.
La cathédrale Saint-Gilles de Graz (en allemand : Kathedrale, Bischofskirche und Pfarrkirche Hl. Ägydius) est l'église cathédrale du diocèse de Graz-Seckau. La paroisse de Graz-Dom (Graz-Cathédrale) est l'une des 39 paroisses que compte la ville. Elle est située dans le doyenné de Graz-Mitte et fait partie — avec les trois autres doyennés (Graz-Ost, Graz-Süd et Graz-West) — de la Stadtkirche Graz (de) qui  est l'organisation de l'Église catholique romaine de le ville de Graz.
La cathédrale est considérée comme l'un des monuments les plus importants tant sur le plan historique que culturel et artistique de la ville autrichienne de Graz, dans le land de Styrie. L'édifice, de style gothique tardif, a été construit au XVe siècle , sous le règne de l'empereur Frédéric III. Église de la cour de l'empereur romain germanique, elle a été élevée en 1786 au rang de cathédrale, en tant que siège du diocèse de Graz. L'édifice sacré, conçu à l'origine comme une église fortifiée à l'extérieur des murs de la ville médiévale, se dresse sur une zone surélevée entre la Bürgergasse et la Burggasse. La cathédrale, avec la Katharinenkirche  et le  mausolée de l'empereur Ferdinand II (de) voisins, le château et le théâtre, forment l'ensemble du Grazer Stadtkrone .

## Historique
La cathédrale de Graz est dédiée à saint Gilles l'Ermite et est donc également appelée « Église cathédrale saint Gilles ». La première église dédiée à saint Gilles se trouvait à l'emplacement de la cathédrale actuelle au moins depuis le XIIe siècle. Une première mention de cette église originelle figure dans un document daté de 1174 et le premier curé de Graz a été nommé en 1181. Il ne reste cependant rien de cette première église .
La construction de la nouvelle église commence presque e n même temps que celle du château de Graz, sous le règne de Frédéric V de Habsbourg, duc de Styrie, qui deviendra plus tard empereur du Saint-Empire sous le nom de Frédéric III. De cette époque datait également le couloir de liaison à deux étages entre le château et la cathédrale, qui n'a pas été conservé. L'inscription AEIOU avec dates gravées ou peintes se trouve en plusieurs endroits dans la cathédrale de Graz : 1438 dans l'ancienne sacristie, 1450 dans la voûte du chœur, 1456 sur le portail ouest et 1464 dans la peinture de la voûte. L'achèvement du bâtiment est donc supposé se situer en 1464. La tradition de célébrer le 1er mai de chaque année la consécration de l'église remonte à 1441 et est associée à la fête de la Kirchweihe (de). C'est la raison pour laquelle le 1er mai est toujours célébré de nos jours comme l'anniversaire de la consécration de la cathédrale.

### L'extérieur

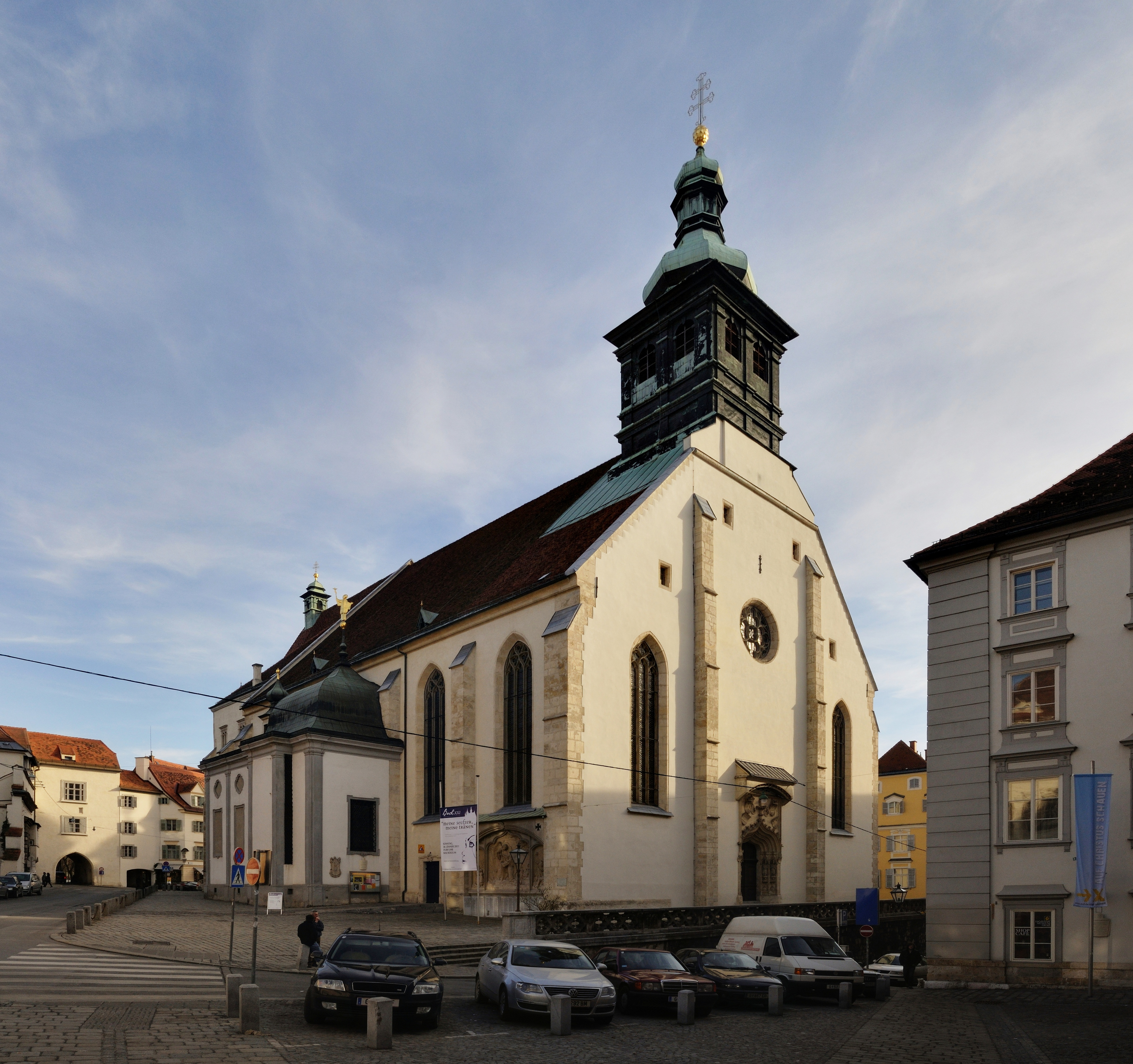
La cathédrale Saint-Gilles, vue du nord-ouest.

## Crédit d'auteurs
- (de) Cet article est partiellement ou en totalité issu de l’article de Wikipédia en allemand intitulé « Grazer Dom » (voir la liste des auteurs).